# Португалски колонијални рат
Португалски колонијални рат, у Португалу познатији под именом Прекоморски рат, а у бившим колонијама као Рат за независност, био је војни сукоб који се водио између португалске војске и ослободилачких покрета у португалским колонијама Гвинеји Бисао, Анголи и Мозамбику од 1961. до 1974. године. Након збацивања с власти конзервативног режима Марсела Каитана у тзв. каранфилској револуцији 25. априла 1974. године, нова демократска влада Португала прекинула је рат и покренула процес давања независности својим дотадашњим колонијама.

## Историјат
За разлику од осталих европских колонијалних земаља, попут Уједињеног Краљевства и Француске, конзервативни режим Салазара у Португалу није се повукао из својих колонија. Као знак отпора против колонијалне власти, док је велика већина афричких земаља добила независност, разни ослободилачки покрети покренули су оружану борбу на португалској колонијалној територији, односно Анголи, Гвинеји Бисао и Мозамбику. С временом је већина земаља у свету сматрала оправданим отпор домаћег становништва португалским колонијалним властима, и генерално подупирала је њихову борбу за независност.
Међународна заједница је с временом суочила режим у Лисабону с различитим ембаргима и осталим санкцијама због вођења колонијалнога рата. Рат је до 1973. постао изузетно непопуларан међу португалским становништвом, а истовремено срозавао се углед Португала у свету.
Иако су у почетку дејствовали самостално, руководства ослободилачких покрета Народни покрет за ослобођење Анголе, Национални ослободилачки фронт Анголе и Национална унија за потпуну независност Анголе у Анголи, Афричка партија за независност Гвинеје и Зеленортских Острва у Гвинеји Бисао и Фронт за ослобођење Мозамбика у Мозамбику остварили су заједничку сарадњу и међусобно су се помагали у рату против португалске војске.
Након што је група лево оријентисаних официра у португалској војсци свргнула с власти режим Марчела Кајетана 25. априла 1974, нова влада је покренула постепено повлачење војске из колонија. Убрзо након тога, велик број белачког португалског становништва почео је да напушта колоније. Преко 1 милион њих се одселио из колонија у Португал, Северну Америку и Јужноафричку Републику. До 1975. Португал је са свим бившим колонијама уредио споразуме о независности.